# Anton Gentil

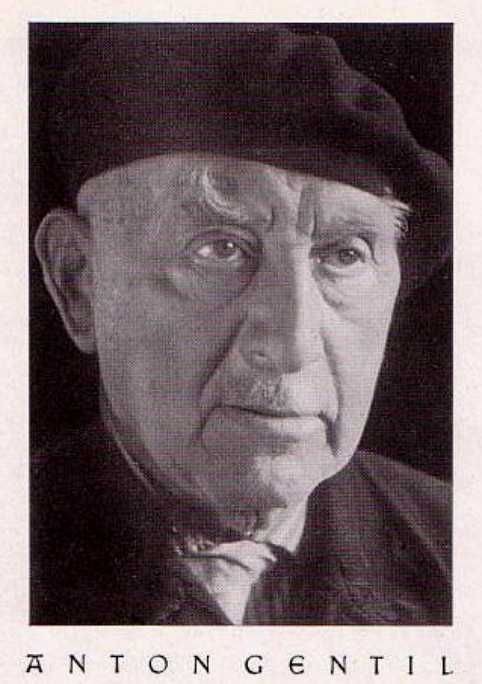
Altersporträt

Anton Kilian Gentil (* 29. September 1867 in Aschaffenburg; † 20. Mai 1951 ebenda) war ein deutscher Maschinenbau-Unternehmer und Kunstsammler.

## Werdegang
Gentil wurde als Sohn des Konditors August Gentil (1838–1895) und dessen zweiter Ehefrau Elisabeth Gentil geb. Breunig (1842–1872) in Aschaffenburg geboren. Der Großvater, Glasermeister Kilian Gentil (1805–1878), war seine Bezugsperson mit Vorbildcharakter, er vermittelte ihm den Sinn für künstlerische Gestaltung.
Nach dem Besuch der Volksschule und der Realschule begann er eine Lehre im Glaserhandwerk, danach eine zweite als Maschinenschlosser. Nach dem Militärdienst erlernte er das Metallgießen.
1890 heiratete er Elisabeth Maria (genannt Elise) Knecht (1867–1955). Das erste Kind starb bei der Geburt. 1892 wurde der Sohn Otto Gentil geboren. Die Tochter Marie (* 1894) verheiratete Helfrich starb nach der Geburt ihres dritten Kindes 1928 im Kindbett. Die zweite Tochter Elisabeth Rosina (genannt Lies; * 1897) war als Kunstgewerblerin tätig und heiratete nach dem Ersten Weltkrieg den Maler Erich Hake (1882–1957). Das jüngste Kind Richard (1905–1972) wurde Maschinenbauingenieur und übernahm 1951 das väterliche Unternehmen.

## Unternehmer
Bevor sich Anton Gentil selbständig machte, arbeitete er fast zwei Jahre als Dreher in der Aschaffenburger Herdfabrik Koloseus. 1892 eröffnete er an der Steingasse eine Reparaturwerkstatt, in der ihm drei Lehrlinge zur Hand gingen. 1894 vergrößerte er sein Unternehmen und beschäftigte in der neuen Werkstatt an der Betgasse einen Schmied, einen Drehermeister und den Werkmeister.
Im Jahr 1900 verlegte er den Betrieb nach Damm an die Lange Straße zwischen Behlenstraße und Schneidmühlweg. Dort begann Gentil mit der industriellen Fertigung und Weiterentwicklung von Kreiselpumpen. Um das Jahr 1925 produzierte er Hoch- und Niederdruck-Zentrifugal-Kesselspeisepumpen, Pumpen für Salzwasser, Maische und Bier. Ende der 1920er Jahre kamen Spezialpumpen für die chemische sowie Papier- und Nahrungsmittelindustrie im In- und Ausland hinzu. Seine Hauptkunden in Aschaffenburg waren die Bayerische Aktien-Bierbrauerei Aschaffenburg (BABA) und die Aschaffenburger Zellstoffwerke. 1944 wurde der Betrieb vom britischen Foreign Office and Ministry of Economic Warfare im Economic Survey of Germany erfasst und besonders beim Luftangriff vom 21. November schwer beschädigt.
Nach dem Wiederaufbau spezialisierte sich der Betrieb weiter auf die Produktion von Dickstoffzentrifugal- und -kolbenpumpen sowie Umwälzpropellern. Nach dem Tod von Anton Gentil 1951 durch einen Autounfall führte Sohn Richard den Betrieb bis zu seinem Tod 1972 weiter. Noch im selben Jahr stellten dessen beiden Söhne Veit und Peter die Gießerei ein und verkauften die Maschinenfabrik A. Gentil Aschaffenburg 1976 an die Allweiler AG in Radolfzell am Bodensee, die heute zur Colfax Corporation gehört. Das Grundstück der Maschinenfabrik wurde nach einer gewerblichen Nutzung (u. a. durch einen Lebensmittelmarkt) mit Geschosswohnungsbauten bebaut.

## Architekt

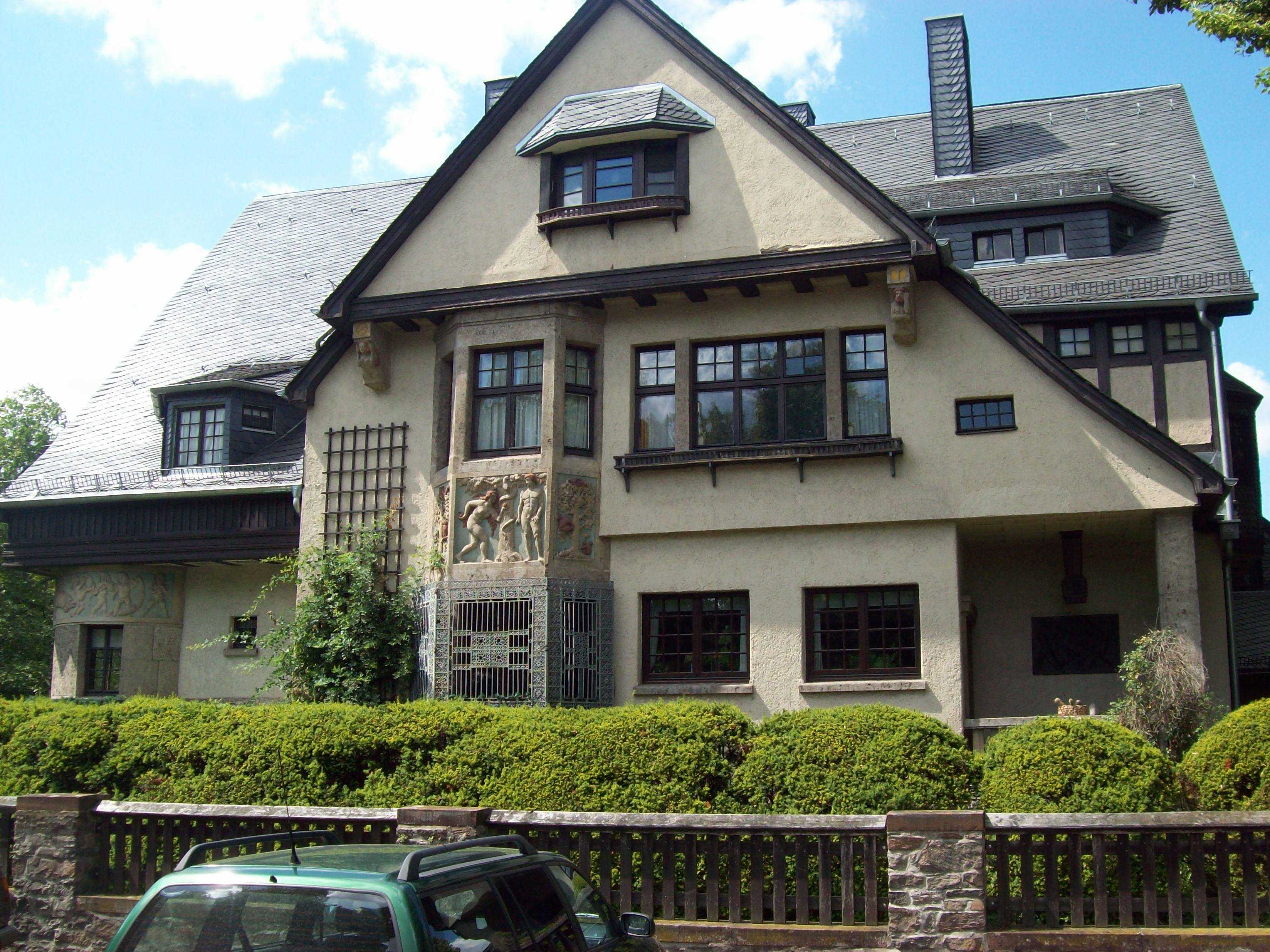
Wohnhaus Lindenallee 26

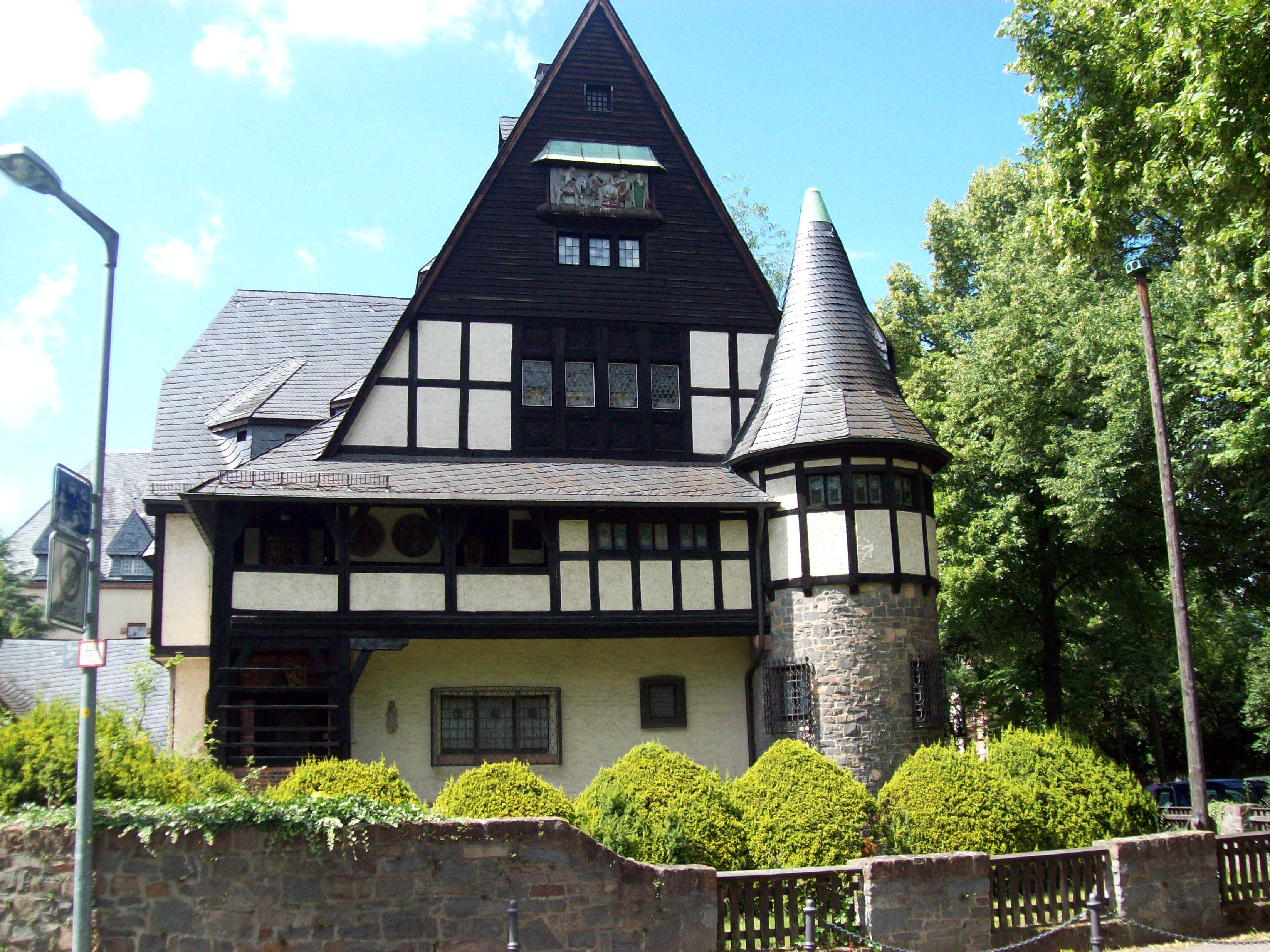
Gentilhaus, Grünewaldstraße 20

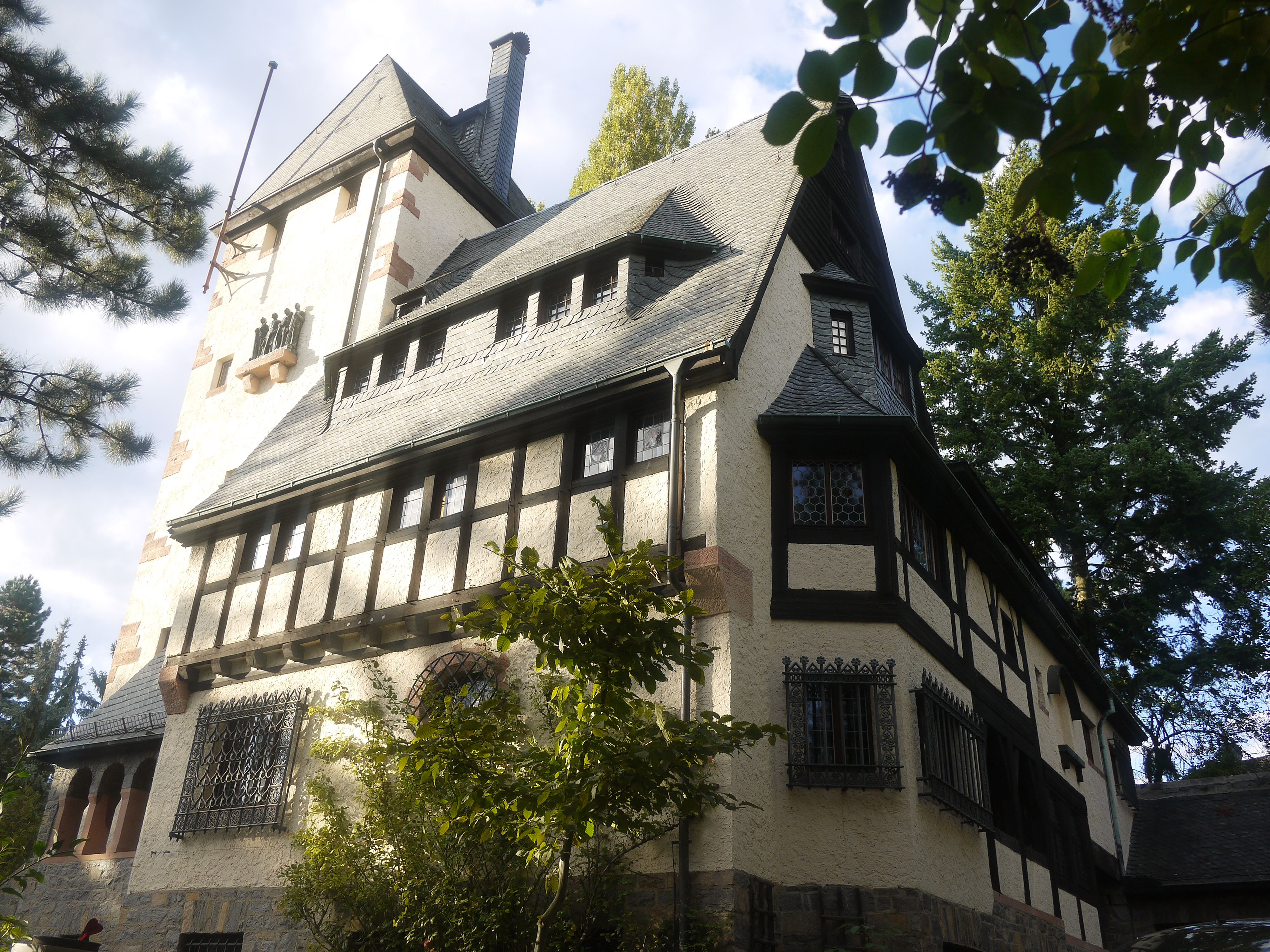
Gentilburg, Gentilstraße 2

Zu allen meinen Bauten machte ich mir meine Entwürfe und fertigte mir vor Beginn des Baues ein maßstäbliches Modell, um die Wirkung und die Propotionen feststellen zu können. So baute Anton Gentil im Sommer 1893 sein erstes Wohnhaus (Güterberg 21), das sich von seinen späteren Bauten durch seine „sachliche“ Bauweise unterscheidet und noch nicht dem aufkeimenden Jugendstil zuzuordnen ist. 1908 plante er sein zweites Haus an der Lindenallee, das zwei Jahre später fertiggestellt wurde: Ein Englisches Herrenhaus mit Jugendstil-Einflüssen, im Innern mit einer großen, über zwei Geschosse reichende Halle als Diele. Um diese herum waren angeordnet eine „Wohnstube mit rundem Erker“, ein „Bilder-Raum“, ein „Herrenzimmer“, dessen Erker als Frühstücksplatz vorgesehen war. Im Obergeschoss befanden sich die Privaträume. 1912 wurde dieses Haus in der Zeitschrift Blätter für Architektur und Kunsthandwerk vorgestellt, dort wurden Wild und Reichert als bauleitende Architekten genannt, außerdem folgende Urheber-Angaben: „Sämtliche Tischler-, Schlosser-, Kunstschmiede- und Kupfertreibarbeiten wurden von dem kunstsinnigen und kunstgeübten Besitzer in eigenen Werkstätten ausgeführt. Der bildnerische Schmuck stammt von dem Bildhauer Ludwig Eberle, die künstlerische Ausmalung von Otto Flechtner, beide in München.“
1922 begann er dann mit dem Bau des Hauses für seine Kunstsammlung, dem Gentil-Haus (Grünewaldstraße 20, seinem Wohnhaus gegenüber). Das Erdgeschoss wurde in massivem Bruchstein-Mauerwerk errichtet, die Ostfassade in Fachwerk, die Westfassade wiederum gemauert. Der Rohbau war 1923 fertiggestellt, an der Außenmauer wurde eine Bronzetafel „Haus Gentil“ angebracht. 1924 ließ er Nebengebäude (Waschküche und Autohalle) sowie die Einfriedung ergänzen. Der zweite Anbau, das Atelier für Sohn Otto, wurde 1929/1930 ausgeführt.
Der stilistische Einfluss Anton Gentils ist auch an dem 1923–1925 errichteten Wohngebäude mit gewerblichem Anbau auf dem Grundstück Taunusstraße 1 zu erkennen.
Von 1933 bis 1935 entstand sein drittes Objekt, die Gentilburg (Würzburger Straße 168, heute Gentilstraße 2): Wie eine Burg auf der Anhöhe über dem Land thronend..., im Garten Skulpturen, mit mehreren Nebengebäuden und vorgelagerter, wehrhaft wirkendem Turm unter einem Walmdach, angrenzend der mehrgliedrige Baukörper mit steilem, verschiefertem Satteldach (ähnlich Haus 2). Mittelalterliche Anklänge zeigten sich in der Umfassungsmauer aus Bruchstein-Mauerwerk mit „Burgtor“ im Südosten der Anlage. Das große Grundstück mit Wohnhaus und Nebengebäuden wurde im Herbst 2015 aus dem Familienbesitz an einen Bauträger verkauft und 2019 entlang der Würzburger Straße mit einem Aparthotel bebaut.
Um 1939 erwarb Anton Gentil die Buchenmühle in Sulzbach am Main und baute sie in ein Wohnhaus um, das für Gentil typische Architekturdetails erkennen lässt.

## Kunstsammler
Bereits seine ersten Geschäftsreisen nutzte Anton Gentil, um Kontakte mit Kunsthändlern und jungen Künstlern zu knüpfen, er besuchte jährlich Kunstausstellungen. Sie entwickelten sich später zunehmend zu Bildungsfahrten in die Kunststädte der Welt. Er sammelte wenig bekannte Bilder und Skizzen der „Münchner Schule“, romanische und gotische Skulpturen, mittelalterliche Altäre, altdeutsche und niederländische Tafelmalerei, Gemälde des 16. bis 20. Jahrhunderts, Grafik, Volkskunst, auch bäuerliche Kunst aus dem Spessart (Keramik), Abgüsse und Nachbildungen, die er in seiner Werkstatt selbst herstellte. Er besaß auch eine Krippensammlung, Glanzstück ist die „Lienzer Krippe“ aus Osttirol mit fast 500 Figuren, 12 cm hoch, aus Zirbel- und Lindenholz geschnitzt und farbig gefasst. Mit den dazugehörigen Gebäuden und Kulissen konnten die Szenen Christi Geburt, Beschneidung Christi, Heilige Drei Könige, Hochzeit zu Kana, Jesus im Tempel und die Tempelreinigung nachgestellt werden.
Einmalig ist auch die Welte-Mignon-Philharmonie-Orgel, eine selbstspielende Salon-Orgel, die er 1929 einbauen ließ.
Die Freundschaft mit dem Bildhauer Ludwig Eberle (1883–1956) und dem Münchener Künstlerkreis sowie die Begegnungen mit Adolf von Hildebrand und Franz von Stuck prägten Anton Gentil nachhaltig.
1949 vermachte er sein Gentil-Haus und seine ganzen Sammlungen seiner Heimatstadt Aschaffenburg.
Sein örtlicher Spitzname war Pumpen-Anton, er selbst nannte sich gerne „Schandil“ (französische Vorfahren). Am 19. Mai 1951 hatte Gentil in seinem zweisitzigen Sportwagen einen Autounfall: Auf der Chausseehauskreuzung, wo die Großostheimer Straße das sog. Lange Handtuch überquert, kollidierte er mit einem Lastkraftwagen. Er erlitt schwere innere Verletzungen, denen er am Tag darauf im Aschaffenburger Krankenhaus erlag. Seine Urne wurde in der Wand des Gentilhauses versenkt und letztere mit einer Bronzeplatte verschlossen.

## Sonstiges
Anton Gentil engagierte sich in den 1920er Jahren im rechtsradikalen Bund Oberland. Im Verein Schlaraffia, der sich der Pflege von Freundschaft, Kunst und Humor widmet, soll er unter dem Namen „Ritter Öhm der Kurzgewichste“ aktiv gewesen sein.